# SWKI-Richtlinie
Der Schweizerische Verein von Gebäudetechnik-Ingenieuren (SWKI) ist als Gebäudetechnikfachverein in der SIA-Berufsgruppe Technik tätig und erarbeitet, abgestimmt mit dem Normen und Regelwerk des  SIA (Schweizerischer Ingenieur- und Architektenverein), Richtlinien für die Arbeitsgattungen: Lüftungs- und Klimatechnik, Kältetechnik, Gebäudetechnik, Heizungstechnik, Elektro- und Kommunikationstechnik (nur bezogen auf Heizungs-, Lüftungs- und Klimaanlagen), Gebäudeautomation und Sanitärtechnik. SWKI-Richtlinien sind grundsätzlich normenkompatibel zu den Regelwerken von SIA, SNV, CEN und ISO, können aber auch strengere Anforderungen enthalten.
Nicht alle SWKI-Richtlinien hat der SWKI selber erarbeitet, einzelne Richtlinien wurden in Kooperation mit dem VDI ausgearbeitet. In diesen Fällen ist der SWKI in der jeweiligen VDI-Projektgruppe zur Richtlinie personell vertreten.

## Rechtliche Bedeutung von SWKI-Richtlinien
Eine SWKI-Richtlinie ist eine richtungsweisende Arbeitsunterlage sowohl für die Wissenschaft als auch für die Praxis. Mit ihren Beurteilungs- und Bewertungskriterien gibt sie fundierte Entscheidungshilfen und bildet „einen Massstab für einwandfreies technisches Vorgehen“  für die Planung, den Bau und den Betrieb von gebäudetechnischen Anlagen. Die Richtlinien geben Fachleuten die Sicherheit, sich an einer anerkannten Regel der Technik zu orientieren und danach zu handeln. Grundsätzlich haben SWKI-Richtlinien den Charakter von Empfehlungen. Ihre Anwendung steht jedem frei, das heißt, man kann sie anwenden, darf aber die Einhaltung des Stands der Technik auch auf andere Weise sicherstellen.
SWKI-Richtlinien geniessen u. a. durch die breite Abstützung in der Gebäudetechnik-Branche eine hohe Akzeptanz. In vielen Fällen, insbesondere bei größeren Bauvorhaben, werden SWKI-Richtlinien von Vertragsparteien zum Bestandteil eines Werkvertrages gemacht. Sie können aber auch ohne vertragliche Vereinbarung im Streitfall als Entscheidungshilfe dienen, wenn es im Kauf- und Werkvertragsrecht um Sachmängel geht. Hierbei besteht grundsätzlich die Vermutung, dass die SWKI-Richtlinien den anerkannten Stand der Technik beschreiben.

## Liste mit SWKI-Richtlinien
Bis heute sind die nachfolgenden Richtlinien, unterteilt nach Arbeitsgattungen, veröffentlicht worden:

### Lüftungs- und Klimatechnik (VA)
- SWKI 92-2 A Devis Raumlufttechnische Anlagen – Bedingungen, Vorschriften, Projektgrundlagen (1993)
- SWKI 92-2 B Devis Raumlufttechnische Anlagen (RLT) – Material-Vorschriften (1993)
- SWKI 95-1 Luftbefeuchtung in lüftungstechnischen Anlagen (1996)
- SWKI 95-2 Instandhaltung lüftungstechnischer Anlagen (1996)
- SWKI 95-4 Lüftungsanlagen im Chemielager (1995)
- SWKI 96-1  Formular Luftvolumen-Berechnung für Fahrzeugeinstellhallen, Blatt 1 + 2 (1997)
- SWKI 2004-1  Raumlufttechnische Anlagen in Hallenbädern
- SWKI VA101-01 Klassifizierung, Testmethoden und Anwendung von Luftfiltern
- SWKI VA102-01 Raumlufttechnische Anlagen in Gastwirtschaftsbetrieben
- SWKI VA 103-01 Lüftungsanlagen für Mittel- und Grossgaragen
- SWKI VA104-01 Hygiene-Anforderungen an RLT Anlagen und Geräte (Lizenz VDI 6022 Blatt 1)
- SWKI VA104-02 Hygiene-Anforderungen an RLT Anlagen und Geräte -Messverfahren und Untersuchungen bei Hygienekontrollen und Hygieninspektionen (Lizenz VDI 6022 Blatt 1.1)
- VA105-01 Raumlufttechnische Anlagen in medizinisch genutzten Räumen
- VA300-01 Wärmerückgewinnung in Raumlufttechnischen Anlagen (2000)

### Kältetechnik (RE)
- SWKI 2003-3 Rückkühlung
- SWKI RE101-01 Instandhaltung kältetechnischer Anlagen (2003-1)
- VSWKI RE101-01 Instandhaltung kältetechnischer Anlagen

### Gebäudetechnik (BT)
- SWKI 98-1 Messkonzept für Energie und Medien (2002)
- SWKI BA101-01 Leistungen der Fachingenieure für Gebäudeautomation
- SWKI BT101-04 Rauch- und Wärmeabzugsanlagen – Teil 4 Ingenieurverfahren zur Bemessung von Entrauchungsanlagen – Grundlagen

- SWKI BT102-01 Wasserbeschaffenheit für Gebäudetechnik-Anlagen (2012)
- SWKI BT101-04  Rauch- und Wärmeabzugsanlagen – Teil 4: Ingenieurverfahren zur Bemessung von Entrauchungsanlagen – Grundlagen (2011)

### Heizungstechnik (HE)
- SWKI 73-1  Fernwärmeversorgung – Orientierung über Probleme und Lösungsmöglichkeiten (1973)
- SWKI 84-1 Fernwärmeversorgung – Wärmeübergabestationen (1984)
- SWKI 91-1 Be- und Entlüftung von Heizräumen (1997)
- SWKI 92-1 Hydraulische Schaltungen von Wärmepumpen-Heizungsanlagen (1992)
- SWKI HE301-01 Sicherheitstechnische Einrichtungen für Heizungsanlagen (2020)
- SWKI HE101-01 Instandhaltung heizungstechnischer Anlagen (2003)

### Elektro- und Kommunikationstechnik (EC)
- SWKI EC102-01 Anforderungen an Technikzentralen – Elektro- und Kommunikationstechnik

### Gebäudeautomationstechnik (SA)
- SWKI BA101-01 Gebäudeautomation (2010)

### Sanitärtechnik (SA)
- SWKI 2002-1 Wasser-Wärmespeicher (2003)